# ブックスタート
ブックスタート（Bookstart）とは、赤ちゃんとその保護者に絵本や子育てに関する情報などが入ったブックスタート・パックを手渡し、絵本を介して心ふれあうひとときをもつきっかけをつくる活動である。2022年（令和4年）1月時点で、日本全国の自治体の約6割がブックスタート事業を実施している。

## 概要
発案者は絵本コンサルタントのウェンディ・クーリング（Wendy Cooling）で、絵本にまったく触れることなく小学生になっている子供がいる現状を踏まえ、絵本を読んでもらった幸せなひとときをすべての子ども達に経験してもらいたいとして思いついたもので、単に読む（read books）のではなく、絵本を通じて体験を分かち合うこと（share books）をコンセプトとしている。1992年にイギリスのバーミンガムにおいて300家庭を対象として実験的に取り組みが始まった。イギリスにおける推進組織は1921年に設立された公益法人であるブックトラスト（BookTrust）である。

### 日本のブックスタート事業
日本では1999年（平成11年）に子ども読書年推進会議（現・子どもの読書推進会議）が研究を開始し、2000年（平成12年）に東京都杉並区（11月）と北海道恵庭市（12月）が「パイロットスタディ」と称して先行開始、2001年（平成13年）より12地域で本格的に実施した。
市区町村自治体の公共事業として行われており、以下の5つのポイントを活動の特徴としている。
実施機会や対象月齢などは各自治体によって異なり、乳幼児健診のほか、乳児全戸訪問、育児教室、図書館を会場とする場合もある。地域に生まれた赤ちゃんが集まる0歳児健診を主な会場に、図書館員、保健師、行政職員、住民ボランティアなどが活動に携わりブックスタート・パックを手渡している。